# 马尔默斯帕克
马尔默斯帕克（法語：Malmerspach，发音：[malməʁspak] 或 [malməʁspax]）是法国上莱茵省的一个市镇，属于坦恩-盖布维莱尔区（Thann-Guebwiller）塞尔奈县（Cernay）。该市镇总面积2.66平方公里，2009年时的人口为521人。

## 人口
马尔默斯帕克人口变化图示